# Déjà Vu (singel Inny)
Déjà Vu – drugi singiel rumuńskiej piosenkarki Inny, pochodzący z jej pierwszego albumu Hot. Utwór stworzony przez Play & Win i wyprodukowany przez Boba Taylora, został wydany 2 czerwca 2009 roku.

## Informacje o utworze
„Déjà Vu” to piosenka house z elementami electro. Oficjalnie pojawiła się także na drugim albumie Boba Taylora. Piosenka pierwotnie miała być wykonana przez Taylora i rumuńską artystkę Alessię. Dotarła do pierwszej dziesiątki na liście Romanian Top 100, zajmując siódmą pozycję. W Holandii singiel został wydany jako drugi, zaraz po „Hot”. Oficjalna wersja wraz z wokalem Boba Taylora została wydana w Wielkiej Brytanii i Francji jako trzeci singiel. W Brytanii piosenka pojawiła się także w wersji radiowej, a także na składance „Clubland 18" 7 listopada 2010. Singiel jest trzecim, który okazał się sukcesem artystki na całym świecie, zaraz po „Hot” i „Amazing”. W Rumunii jest to już drugi, nieudany singiel Inny (pierwszym jest „Hot”). Jest jedynym, któremu nie udało się dotrzeć do pierwszej piątki.

## Teledysk
Teledysk został nakręcony w czerwcu 2009 roku, w Konstancy i miał swoją premierę w MTV Rumunia. Piosenkarka nie występuje w klipie i nawet nie brała udziału w jego nagrywaniu. W filmie widać tylko Boba Taylora pokazanego w klubie tanecznym. Istnieje jednak druga wersja teledysku nagrana w Bułgarii, w której występuje artystka.

## Pozycje na listach
| Notowanie (2010)           | Najwyższa pozycja |
| -------------------------- | ----------------- |
| Belgian Singles Chart      | 75                |
| Belgian Singles Chart      | 41                |
| French Singles Chart       | 99                |
| French Airplay Chart       | 72                |
| Netherlands (Dutch Top 40) | 39                |
| European Hot 100 Singles   | 100               |